# Brigadas Blanquiazules
Les Brigadas Blanquiazules és un grup ultra d'aficionats del RCD Espanyol de Barcelona. Es tracta d'un grup de seguidors d'ideologia d'extrema dreta espanyolista amb vinculacions a moviments neonazis. És considerat una facció perillosa dins dels grups d'aficionats espanyolistes i ha provocat nombrosos incidents violents amb seguidors de l'Espanyol d'ideologia independentista, amb altres aficions i els mitjans de comunicació.
Creat el 1985 amb uns 80 membres, inicialment s'ubicaven en el gol sud de l'estadi de Sarrià, on van formar amb la Penya Juvenil el grup d'animació Irreductibles. L'estètica dominant dels seus membres fou la skinhead, però el setge policial i social va fer que descendís el seu nombre i camuflessin la manera de vestir per passar més inadvertits. L'organització interna va anar incrementant-se i van créixer ràpidament fins als 300 membres, especialment amb la dissolució de la Penya Juvenil el 1988.
Amb el trasllat a l'estadi Olímpic de Montjuïc van ser situats en un dels córners i el 2005 separats amb tanques de la resta d'aficionats i amb una entrada independent, minvant progressivament el nombre de membres. Amb el trasllat a l'estadi de Cornellà-El Prat, se'ls va assignar el sector 241 amb la condició de no entrar pancartes ni banderes amb el nom del grup; només es penjava una pancarta d'una secció Guardia Joven que actualment és membre de la Curva RCDE. El seu centenar de membres es reuneix els dies de partit en l'entorn de l'estadi, i continuen les agressions.
Entre els grups amics hi ha els Irriducibili, amb els quals estan agermanats, un grup de la mateixa ideologia i aficionats del SS Lazio i amb el Ultras Sur del Reial Madrid. Respecte dels grups rivals:, manté una forta rivalitat amb el grup ultra del FC Barcelona, els Boixos Nois. Un dels fets més rellevants referents a aquesta rivalitat va ser l'assassinat, per part de cinc membres dels Boixos Nois, del seguidor francès del RCD Espanyol de Barcelona i membre de les Brigadas Blanquiazules, Frederic Rouquier.